# Agencja Unii Europejskiej ds. Bezpieczeństwa Lotniczego
Agencja Unii Europejskiej ds. Bezpieczeństwa Lotniczego (ang. European Union Aviation Safety Agency, EASA) – agencja Unii Europejskiej z siedzibą w Kolonii, odpowiedzialna za bezpieczeństwo lotnicze w Europie. Wizją agencji jest „jeszcze bezpieczniejsze i bardziej ekologiczne lotnictwo cywilne” (ang. Even safer and greener civil aviation), a misją „zapewnienie bezpiecznej podróży lotniczej dla mieszkańców Unii Europejskiej w Europie i na świecie” (ang. Our mission is to provide safe air travel for EU citizens in Europe and worldwide). Agencja ma osobowość prawną.

## Podstawa prawna
Obecną podstawą prawną działalności EASA jest rozporządzenie Parlamentu Europejskiego i Rady (UE) 2018/1139 z dnia 4 lipca 2018 r. w sprawie wspólnych zasad w dziedzinie lotnictwa cywilnego i utworzenia Agencji Unii Europejskiej ds. Bezpieczeństwa Lotniczego oraz zmieniającego rozporządzenia Parlamentu Europejskiego i Rady (WE) nr 2111/2005, (WE) nr 1008/2008, (UE) nr 996/2010, (UE) nr 376/2014 i dyrektywy Parlamentu Europejskiego i Rady 2014/30/UE i 2014/53/UE, a także uchylającego rozporządzenia Parlamentu Europejskiego i Rady (WE) nr 552/2004 i (WE) nr 216/2008 i rozporządzenie Rady (EWG) nr 3922/91.
Rozporządzenie reguluje określone zagadnienia lotnictwa cywilnego, a także konstytuuje powstanie EASA. Skupia się ono na:
- zarządzaniu bezpieczeństwem w lotnictwie,
- certyfikacji zdatności do lotu i wymogów ochrony środowiska,
- załogach powietrznych,
- operacjach powietrznych,
- lotniskach,
- kontroli ruchu lotniczego (ang. Air Traffic Control, ATM) oraz służbach żeglugi powietrznej (ang. Air Navigation Services, ANS),
- statkach powietrznych używanych przez operatora z państwa trzeciego, wlatujących, będących lub wylatujących z przestrzeni Unii Europejskiej.

Celem aktu było nie tylko rozszerzenie zakresu działalności EASA, lecz wypełnienie luk prawnych i doprecyzowanie niespójności powstałych w poprzednich regulacjach przyjętych poprzez EASA, dotyczących bezpieczeństwa lotniczego oraz działalności samej agencji. Rozporządzenie reguluje także zagadnienia, które nie są związane bezpośrednio z bezpieczeństwem lotniczym, lecz są z nim bezpośrednio związane, takie jak ochrona lotnictwa (ang. aviation security), ochrona środowiska oraz interoperacyjność.
Rozporządzenie jest uzupełniane przez inne akty Unii Europejskiej, takie jak:
- Rozporządzenie Parlamentu Europejskiego i Rady (UE) nr 996/2010 z dnia 20 października 2010 r. w sprawie badania wypadków i incydentów w lotnictwie cywilnym oraz zapobiegania im[4];
- Rozporządzenie Parlamentu Europejskiego i Rady (UE) nr 376/2014 z dnia 3 kwietnia 2014 r. w sprawie zgłaszania i analizy zdarzeń w lotnictwie cywilnym oraz podejmowanych w związku z nimi działań następczych[5];
- Rozporządzenie (WE) nr 2111/2005 Parlamentu Europejskiego i Rady z dnia 14 grudnia 2005 r. w sprawie ustanowienia wspólnotowego wykazu przewoźników lotniczych podlegających zakazowi wykonywania przewozów w ramach Wspólnoty i informowania pasażerów korzystających z transportu lotniczego o tożsamości przewoźnika lotniczego wykonującego przewóz[6].

## Historia Agencji
Agencja została powołana 15 lipca 2002 r. na mocy rozporządzenia (WE) nr 1592/2002 Parlamentu Europejskiego i Rady z dnia 15 lipca 2002 r. w sprawie wspólnych zasad w zakresie lotnictwa cywilnego i utworzenia Europejskiej Agencji Bezpieczeństwa Transportu Lotniczego,  dokładniej rozdziału III. Pierwotnie nosiła nazwę Europejska Agencja Bezpieczeństwa Lotniczego (ang. European Aviation Safety Agency), która została zmieniona wraz z rozporządzeniem Parlamentu Europejskiego i Rady (UE) 2018/1139, jednakże nadal powszechnie używa się skrótu EASA, a nie EUASA.
Przed powstaniem EASA w 2002 r., każde z państw członkowskich było odpowiedzialne we własnym zakresie za zasady bezpieczeństwa w lotnictwie cywilnym. Jedynie kwestie dotyczące zdatności do lotu oraz konserwacji zostały uregulowane przez Europejską Wspólnotę Gospodarczą. W ramach Joint Aviation Authorities (JAA) podjęto próby ujednolicenia przepisów, co jednak nie przyniosło pożądanych skutków. Pojawiły się problemy przy interpretacji nowych regulacji, co zmniejszyło ich efektywność. Generowało to także koszty potrzebne do ich przestrzegania. JAA samo w sobie nie było organem regulacyjnym, a tworzenie nowych regulacji odbywało się poprzez państwa członkowskie.
Wraz z rozpoczęciem swojej działalności 28 września 2003 r., EASA przejęła większość kompetencji JAA w krajach, które stały się członkami EASA – dotyczyły one m.in. certyfikacji statków związanej z bezpieczeństwem i ochroną środowiska, silników oraz części.  Agencja osiągnęła swoją pełną funkcjonalność w 2008 r. po przejęciu wszystkich funkcji JAA. W lipcu 2009 r. JAA zostało rozwiązane. Jedyną pozostałością po tej organizacji jest Joint Aviation Authorities Traning Organisation (JAATO), która powstała z biura odpowiedzialnego za szkolenia.

## Cele i działania
Do celów Agencji należy:
- ustanowienie i utrzymanie wysokiego, ujednoliconego poziomu bezpieczeństwa lotnictwa cywilnego w Europie;
- zapewnienie wysokiego, ujednoliconego poziomu ochrony środowiska;
- ułatwienie swobodnego przepływu osób, towarów i usług;
- promowanie rentowności w procesie legislacyjnym i procesie certyfikacji oraz unikanie powielania działań na szczeblu krajowym i europejskim;
- udzielanie pomocy państwom członkowskim w wypełnianiu ich zobowiązań wynikających z Konwencji chicagowskiej przez stworzenie podstawy wspólnej interpretacji i ujednoliconego wykonywania postanowień tej konwencji;
- propagowanie poglądów Unii w zakresie norm i przepisów bezpieczeństwa lotnictwa cywilnego na całym świecie przez ustanowienie odpowiedniej współpracy z państwami trzecimi i organizacjami międzynarodowymi;
- zapewnienie równych reguł gry wszystkim uczestnikom wewnętrznego rynku lotniczego.

Agencja rozwija know-how na wszystkich polach bezpieczeństwa lotnictwa cywilnego, aby pomóc instytucjom unijnym w opracowaniu prawodawstwa i wdrożeniu reguł odnoszących się do nadzorowania wyrobów lotniczych, jak również organizacji i personelu zaangażowanego w ich działanie na wszystkich związanych z tym polach.
Jako pierwszy krok, rozporządzenie określające działania Agencji ustanawia bazę dla działań Unii w odniesieniu do certyfikacji wyrobów lotniczych oraz organizacji i personelu zaangażowanego w ich projektowanie, produkcję i obsługę. Komisja Europejska, wspierana przez Agencję, proponuje niezbędne poprawki do rozporządzenia, aby rozszerzyć jej kompetencje na wszystkie inne obszary bezpieczeństwa lotniczego.
Agencja dysponuje również niezbędnymi prerogatywami w podejmowaniu działań tam, gdzie wspólne działania są bardziej efektywne niż indywidualne działania krajów członkowskich, zwłaszcza w sferze certyfikacji wyrobów lotniczych. Pomaga ona Komisji Europejskiej w monitorowaniu procesu wdrażania niezbędnych przedsięwzięć dotyczących bezpieczeństwa, udziela pomocy w kontaktach i negocjacjach z władzami lotniczymi krajów trzecich i organizacji międzynarodowych odpowiedzialnych za bezpieczeństwo lotnictwa cywilnego i ochronę środowiska. Pomaga wreszcie całej Unii i jej krajom członkowskim w ich współpracy z krajami trzecimi.
Aby mieć pewność, że decyzje dotyczące kwestii bezpieczeństwa są wolne od politycznych wpływów, decyzje muszą być podejmowane przez neutralnych i niezależnych decydentów wyposażonych w niezbędne uprawnienia. Dlatego właśnie decyzje są podejmowane przez dyrektora wykonawczego, pod kontrolą ciał doradczych.
Bezpieczeństwo nie kończy się na granicach Unii Europejskiej – regulacja zezwala na stowarzyszanie wszystkich krajów powiązanych rozmaitymi więzami politycznymi czy gospodarczymi z krajami wspólnotowymi za pomocą umów, dzięki którym mogą one wdrażać wspólnotowe regulacje dotyczące transportu lotniczego.

## Struktura[9]
EASA tworzona jest przez następujące organy:
- Dyrektor wykonawczy,
- Zarząd (zwany również Radą Zarządzającą; ang. EASA Management Board),
- Komisja Odwoławcza,

- Dyrekcja wykonawcza i 4 dyrekcje jej podległe.

### Dyrektor wykonawczy
1 września 2023 obowiązki dyrektora wykonawczego objął Luc Tytgat.
Od  1 września 2013 do 1 września 2023 stanowisko dyrektora wykonawczego EASA sprawował Patrick Ky. Jego poprzednikiem i zarazem pierwszym dyrektorem agencji był Patrick Goudou.
Dyrektor wykonawczy zarządza Agencją i jest jej przedstawicielem prawnym. Bez uszczerbku dla uprawnień Komisji i Zarządu, dyrektor wykonawczy musi być niezależny w wykonywaniu swoich obowiązków i nie może zwracać się o instrukcje do jakiegokolwiek rządu lub innego organu ani nie może przyjmować instrukcji od jakiegokolwiek rządu lub innego organu.
Do jego obowiązków należy m.in.
- podejmowanie decyzji w sprawie dochodzeń, inspekcji i innych działań monitorujących,
- wdrażanie decyzji przyjętych przez zarząd, opracowywanie oraz wdrażanie dokumentu programowego po przedłożeniu go do zatwierdzenia komisji,
- przygotowanie europejskiego planu bezpieczeństwa lotniczego i jego kolejnych aktualizacji wraz z opracowywaniem sprawozdań z jego realizacji,
- bieżące kierowanie Agencją,
- podejmowanie wszystkich decyzji w sprawie utworzenia struktur wewnętrznych Agencji,
- przyjmowanie zasad zapobiegania konfliktom interesów i zarządzania nimi w odniesieniu do członków grup roboczych i grup ekspertów oraz innych członków personelu.

Dyrektor jest mianowany przez Zarząd, a jego kadencja trwa 5 lat z możliwym przedłużeniem sprawowania tego stanowiska. Przed upływem tego okresu Komisja Europejska przeprowadza ocenę, w której uwzględnia się wyniki pracy dyrektora wykonawczego oraz zadania i wyzwania stojące przed Agencją w przyszłości. Zarząd, działając na wniosek Komisji, która uwzględnia ocenę, może przedłużyć kadencję dyrektora wykonawczego jednokrotnie na okres nie dłuższy niż pięć lat.
Dyrektor wykonawczy, którego kadencja została przedłużona, nie może brać udziału w kolejnej procedurze wyboru na to samo stanowisko po zakończeniu całego okresu pełnienia swojej funkcji. Dyrektor wykonawczy może zostać odwołany ze stanowiska jedynie decyzją zarządu działającego na wniosek Komisji.
Dyrektor wykonawczy odpowiada przed zarządem. Działalność dyrektora wykonawczego regulują art. 103 oraz 104 rozporządzenia 2018/1139.

### Zarząd
Agencja posiada także swój zarząd, który jest odpowiedzialny za zdefiniowanie priorytetów EASA, utworzenie budżetu oraz monitorowanie działań Agencji.
W jego skład wchodzą przedstawiciele państw członkowskich oraz Komisji Europejskiej, z których każdy ma prawo głosu. Każde państwo członkowskie mianuje po jednym członku zarządu oraz maksymalnie po dwóch zastępców. Kadencja członków oraz ich zastępców trwa cztery lata i może zostać przedłużona (art. 99).
Członkowie zarządu i ich zastępcy są mianowani z uwagi na ich wiedzę, uznane doświadczenie oraz zaangażowanie w dziedzinie lotnictwa cywilnego, z uwzględnieniem ich wiedzy fachowej w kwestiach zarządczych, administracyjnych i budżetowych, przydatnych do osiągnięcia celów niniejszego rozporządzenia. Członkowie muszą być ogólnie odpowiedzialni przynajmniej za politykę bezpieczeństwa lotnictwa cywilnego w swoich państwach członkowskich.
Do obowiązków zarządu należy m.in.:
- mianowanie dyrektora wykonawczego oraz w stosownych przypadkach podejmowanie decyzji o przedłużeniu jego kadencji lub usunięciu go ze stanowiska;
- wykonywanie funkcji dotyczące budżetu Agencji;
- sprawowanie władzy dyscyplinarnej wobec dyrektora wykonawczego;
- przyjmowanie przepisów dotyczących zapobiegania konfliktom interesów i zarządzania nimi w odniesieniu do swoich członków, a także członków komisji odwoławczej;
- opiniowanie projektów i  przyjmowanie europejskiego planu bezpieczeństwa lotniczego.

Ponadto, zarząd może doradzać dyrektorowi wykonawczemu w każdej kwestii związanej z dziedzinami objętymi zakresem stosowania rozporządzenia 2018/1139. Zarząd może powoływać organy robocze, których zadaniem będzie udzielanie pomocy zarządowi w realizacji jego zadań.
Zarząd wybiera przewodniczącego i zastępcę przewodniczącego spośród swoich członków z prawem głosu. Zastępca przewodniczącego zastępuje z urzędu przewodniczącego w sytuacji, w której nie może on pełnić swoich obowiązków. Kadencja przewodniczącego i jego zastępcy trwa cztery lata i może zostać przedłużona jednokrotnie o kolejne cztery lata. Jeżeli w którymkolwiek momencie swojej kadencji utracą oni status członków zarządu, ich kadencja kończy się automatycznie w tym samym dniu.
Zarząd odbywa rocznie co najmniej dwa posiedzenia zwykłe. Ponadto zbiera się on na wniosek przewodniczącego, Komisji lub jednej trzeciej jego członków. Dyrektor wykonawczy Agencji bierze udział w obradach, bez prawa głosu. Zarząd może zaprosić każdą osobę, której opinia może być przedmiotem zainteresowania, do udziału w jego posiedzeniach w charakterze obserwatora.

### Komisja Odwoławcza
Agencja dysponuje również Komisją Odwoławczą, która jest odpowiedzialna za rozpatrywanie odwołań od decyzji m.in. związanych z certyfikacją zdatności do lotu, certyfikacją załogi i wyposażenia lotnisk oraz ze zgodnością z wymogami ochrony środowiska, a także w sprawach o opłaty i honoraria. Każda osoba fizyczna lub prawna może odwołać się od decyzji, która jest do niej skierowana, lub od decyzji, która, mimo przyjęcia w formie decyzji skierowanej do innej osoby, dotyczy jej bezpośrednio i indywidualnie.
Członkowie oraz ich zastępcy mianowani są przez zarząd z listy zakwalifikowanych kandydatów ustalonej przez Komisję. Kadencja członków komisji odwoławczej, w tym przewodniczącego i wszystkich zastępców, wynosi pięć lat i można ją przedłużyć o kolejne pięć lat.
Członkowie komisji odwoławczej muszą być niezależni. Podejmując decyzje, nie mogą zwracać się o instrukcje do jakiegokolwiek rządu lub innego organu ani nie mogą przyjmować instrukcji od jakiegokolwiek rządu lub innego organu. Członkowie Komisji Odwoławczej nie mogą pełnić żadnych innych funkcji w Agencji, lecz mogą być zatrudnieni na niepełnym etacie.
Nie mogą zostać odwołani ze stanowiska, ani usunięci z listy zakwalifikowanych kandydatów w czasie trwania ich kadencji, chyba że występują poważne podstawy do takiego odwołania lub usunięcia, a Komisja, po uzyskaniu opinii zarządu, podjęła decyzję w tym celu.

### Inne oddziały oraz dyrekcje
Dyrekcja wykonawcza bezpośrednio sprawuje pieczę nad działami: Komunikacji, ds. Prawnych i Zamówień Publicznych, Transformacji, Ruchu Lotniczego, a także starszym doradcą wojskowym oraz naczelnym inżynierem. Dyrektora obsługuje biuro dyrektora wykonawczego.
Oprócz dyrekcji wykonawczej istnieją również 4 inne dyrekcje jej podległe:
- Dyrekcja ds. Strategii oraz Zarządzania Bezpieczeństwem (ang. Strategy and Safety Management Directorate),
- Dyrekcja ds. Certyfikacji (ang. Certification Directorate),
- Dyrekcja ds. Standardów Lotniczych (ang. Flight Standards Directorate),
- Dyrekcja ds. Zasobów i Wsparcia (ang. Resources and Support Directorate).

## Komitet ds. Bezpieczeństwa Lotniczego UE
EASA wspomaga Komisję Europejską jako Komitet ds. Bezpieczeństwa Lotniczego UE, w ramach tzw. procedury komitetowej. Spotkania Komitetu EASA odbywają się trzy razy w roku. Przedmiotem jego prac są projekty aktów wykonawczych do rozporządzenia 2018/1139. Państwa członkowskie głosują nad dokumentami przedłożonymi przez przewodniczącego Komitetu. Przedstawicielem Polski w Komitecie EASA jest członek Kierownictwa ULC.

## Państwa członkowskie
Do EASA należy 31 państw członkowskich  (32 łącznie z Wielką Brytanią, która traktowana jest jako państwo członkowskie do końca okresu przejściowego, 31.12.2020 r.), złożone z 27 (28) państw Unii Europejskiej oraz 4 państw należących do EFTA (na mocy art. 129 rozporządzenia 2018/1139):
1. Austria
2. Belgia
3. Bułgaria
4. Chorwacja
5. Cypr
6. Czechy
7. Dania
8. Estonia
9. Finlandia
10. Francja
11. Niemcy
12. Grecja
13. Węgry
14. Islandia
15. Irlandia
16. Włochy
17. Łotwa
18. Liechtenstein
19. Litwa
20. Luksemburg
21. Malta
22. Holandia
23. Norwegia
24. Polska
25. Portugalia
26. Rumunia
27. Słowacja
28. Słowenia
29. Hiszpania
30. Szwecja
31. Szwajcaria
32. Wielka Brytania (do końca okresu przejściowego, 31.12.2020 r.)

### Wielka Brytania w EASA
Wielka Brytania opuściła Unię Europejską 31 stycznia 2020 r. o północy (CEST) i od tego momentu stanowi państwo trzecie. Zgodnie z umową o wystąpieniu między UE a Wielką Brytanią prawo europejskie będzie stosowane wobec Wielkiej Brytanii podczas okresu przejściowego, aż do 31 grudnia 2020 r.
W tym czasie Wielka Brytania będzie traktowana przez EASA jako państwo członkowskie UE, lecz nie będzie brała udziału w podejmowaniu decyzji mających wpływ na działalność EASA (tzw. principle of non-participation).

### Współpraca z innymi państwami[15]
Działalność EASA rozciąga się także na inne państwa, które związały się z Komisją Europejską na mocy umów bilateralnych – należy do nich Brazylia, Kanada, Japonia, Chiny, Stany Zjednoczone.
Na podstawie porozumień roboczych, ang. working arrangement,(m.in. związanych ze współpracą przy programach takich jak SAFA – ang. Safety Assessment of Foreign Aircraft, czy działalnością Europejskiej Konferencji Lotnictwa Cywilnego, ECAC) związane są z EASA następujące państwa: Albania, Armenia, Australia, Azerbejdżan, Białoruś, Bośnia i Hercegowina, Kanada, Chiny, Egipt, Gruzja, Specjalny Region Administracyjny Hongkong, Izrael, Japonia, Kazachstan, Kirgistan, Meksyk, Mołdawia, Monako, Czarnogóra, Maroko, Nowa Zelandia, Katar, Macedonia Północna, Rosja, Arabia Saudyjska, Serbia, Singapur, Tajwan, Tadżykistan, Turcja, Turkmenistan, Ukraina, Zjednoczone Emiraty Arabskie, Stany Zjednoczone, Uzbekistan i Wietnam.
Memoranda o Porozumieniu (ang. ang. Memorandum of understanding, MoU) łączą EASA z Belize, Kostaryką, Salwadorem, Gwatemalą, Hondurasem, Indonezją, Malediwami, Mongolią, Nikaraguą, Koreą Południową, Singapurem i Sri Lanką.
Wiele państw współpracuje z EASA w kwestiach technicznych (ang. Technical Cooperation, związanej z bezpieczeństwem i jakością lotnictwa cywilnego w poszczególnych częściach świata). Należą do nich: Albania, Algieria, Angola, Argentyna, Armenia, Azerbejdżan, Białoruś, Benin, Bhutan, Bośnia i Hercegowina, Botswana, Brazylia, Brunei, Burkina Faso, Burundi, Kambodża, Kamerun, Wyspy Zielonego Przylądka, Republika Środkowoafrykańska, Czad, Chile, Chiny, Kolumbia, Komory, Kongo, Wybrzeże Kości Słoniowej, Demokratyczna Republika Konga, Dżibuti, Egipt, Gwinea Równikowa, Erytrea, Etiopia, Gabon, Gambia, Gruzja, Ghana, Gwinea, Gwinea Bissau, Specjalny Region Administracyjny Hongkong, Indie, Indonezja, Izrael, Jordania, Kazachstan, Kenia, Kosowo, Kirgistan, Laos, Liban, Lesotho, Liberia, Libia, Madagaskar, Malawi, Malediwy, Mali, Mauretania, Mauritius, Meksyk, Mołdawia, Czarnogóra, Mozambik, Maroko, Birma, Namibia, Nepal, Niger, Nigeria, Pakistan, Palestyna, Macedonia Północna, Rwanda, Wyspy Świętego Tomasza i Książęca, Senegal, Seszele, Sierra Leone, Singapur, RPA, Sri Lanka, Sudan, Suazi, Tadżykistan, Tanzania, Tajlandia, Filipiny, Togo, Tunezja, Turcja, Turkmenistan, Uganda, Ukraina, Zjednoczone Emiraty Arabskie, Uzbekistan, Wietnam, Zambia, Zimbabwe.

## Europejski Plan Bezpieczeństwa Lotniczego[16]
W preambule rozporządzenia wyrażono potrzebę utworzenia europejskiego programu bezpieczeństwa lotniczego oraz w ramach niego planu, które miałyby podstawowe znaczenie dla stałej poprawy bezpieczeństwa lotnictwa cywilnego w Unii Europejskiej. Stosowanie solidnych zasad zarządzania bezpieczeństwem pozwoliłoby efektywnie przewidywać nowe ryzyka oraz w jak najlepszy sposób korzystać z ograniczonych zasobów technicznych.
Europejski Plan Bezpieczeństwa Lotniczego (ang. European Plan for Aviation Safety, EPAS) jest tworzony na okres 5 lat przez Agencję, w ramach Europejskiego Programu Bezpieczeństwa Lotniczego (ang. European Aviation Safety Programme) w ścisłej współpracy z państwami członkowskimi oraz zainteresowanymi stronami.
Jest on stale poddawany przeglądowi oraz ulepszany, a także aktualizowany przynajmniej raz w roku. Jego celem jest wytyczenie strategicznych priorytetów oraz wyróżnienie głównych zagrożeń, które mają wpływ na europejskie lotnictwo, a także zaplanowanie działań potrzebnych do dalszego rozwoju bezpieczeństwa lotniczego.
9. edycja obowiązuje na lata 2020-2024 oraz zawiera nowe informacje dotyczące rozwoju w obszarze bezzałogowych statków powietrznych (UAS) i U-space.
Koleje edycje EPAS przygotowywane są w oparciu o Roczne Przeglądy Bezpieczeństwa (ang. Annual Safety Review, ASR), które zawierają dane statystyczne dotyczące wszystkich operacji powietrznych oraz identyfikują główne zagrożenia dla bezpieczeństwa lotniczego w Unii Europejskiej.
Rozporządzenie 2018/1139 zakłada również tworzenie krajowych programów bezpieczeństwa wraz z planami (ang. State Plan for Aviation Safety, SPAS). Każde państwo członkowskie ma obowiązek opracować taki dokument zgodnie z wymogami zawartymi w Załączniku 19 do Konwencji chicagowskiej oraz opisać w nim działania, które powinny zostać podjęte przez państwo członkowskie w celu ograniczenia stwierdzonego ryzyka dotyczącego bezpieczeństwa.
Polski Krajowy Plan Bezpieczeństwa, stanowiący załącznik do Krajowego Programu Bezpieczeństwa w Lotnictwie Cywilnym tworzony, jest oraz wdrażany przez Urząd Lotnictwa Cywilnego.

## Polska w EASA
Polskim przedstawicielem w Zarządzie EASA jest Piotr Samson, prezes Urzędu Lotnictwa Cywilnego, a jego zastępcą Michał Witkowski, Wiceprezes ds. Standardów Lotniczych w ULC oraz Julian Rotter, Dyrektor Departamentu Spraw Międzynarodowych. Ponadto w grudniu 2019 r. Prezes ULC został wybrany na przewodniczącego Zarządu.

## Siedziba

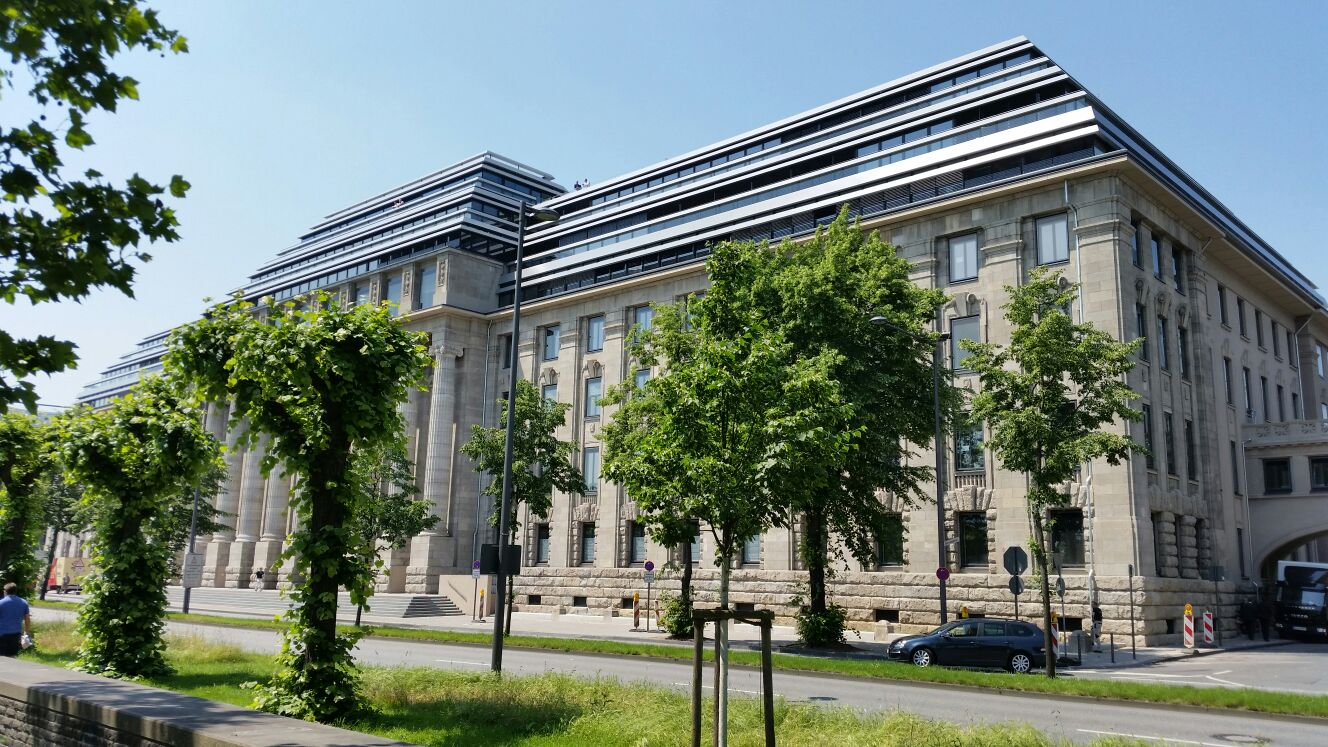
Siedziba EASA w Kolonii – Neue Direktion

Od 2004 posiada swoją stałą siedzibę w Kolonii. Do czerwca 2016 r. siedziba agencji mieściła się w Kölntriangle w dzielnicy Deutz, a obecnie znajduje się nad Renem obok dworca głównego w Kolonii. Budynek wcześniej służył za siedzibę biura Królewskiej Kolei (niem. Königliche Eisenbahndirektion zu Köln) i zwyczajowo nazywa się go Neue Direktion Köln.
Ponadto EASA posiada swoje biura także w Brukseli, Pekinie, Montrealu, Waszyngtonie oraz Singapurze.